# Dolenji Novaki
Dolenji Novaki este o localitate din comuna Cerkno, Slovenia, cu o populație de 206 locuitori.